# Parysatis
Parysatis was een koningin van het Perzische rijk tijdens de regering van Darius II. Ze was een dochter van Artaxerxes I en een halfzus van Xerxes II, Sogdianus en Darius II.
Na de dood van haar vader en de troonstrijd tussen haar broers werd Darius II koning. Parysatis verleidde haar halfbroer, trouwde met hem en werd de nieuwe koningin van Perzië. Ze had een listige en corrupte persoonlijkheid, raakte betrokken bij allerlei paleisintriges en startte een corrupte zwendel die leidde tot grootse verkwistingen en vriendjespolitiek. Achter de rug van haar man om startte ze een hoop complotten en verkwanselde ze het rijk. Parysatis wordt daarom door sommigen gezien als een van de voornaamste personen die verantwoordelijk is voor de val van het Perzische rijk. Ze kreeg bij Darius II twee kinderen: de oudste was Artaxerxes II en de jongste was Cyrus de Jongere. Toen haar man in 404 v.Chr. stierf, volgde Artaxerxes II als oudste zoon zijn vader op. Parysatis mocht haar jongste zoon Cyrus echter meer en zette hem er daarom toe aan in opstand te komen tegen Artaxerxes II en steunde hem hier heel sterk in. Na drie jaar legers te hebben verzameld, trok Cyrus de Jongere op tegen zijn oudere broer. Cyrus werd echter verslagen en gedood in de slag bij Cunaxa, waarna Parysatis de satraap Tissaphernes de schuld gaf. Nu besloot ze maar haar oudere zoon Artaxerxes II tot een pion te maken. Al gauw kreeg ze hem volledig in haar macht en beheerste ze zijn complete regering, wat het zesenveertigjarige bewind van Artaxerxes II zeer sterk verzwakt heeft. Tijdens het bewind van haar zoon zette ze haar corrupte zwendel extra sterk voort en ging door met het ruïneren van het bestuurlijk systeem. Ze vermoordde uiteindelijk zelfs haar schoondochter, die ze totaal niet mocht, de koningin van Artaxerxes II.